# Andrés Bressán
Andrés Alberto Bressán (Corral de Bustos, Córdoba, Argentina, 12 de enero de 1977) es un exfutbolista argentino. Jugaba de defensor y se retiró en Tristán Suárez. Actualmente es el coordinador de las divisiones inferiores del Club Atlético Social Corralense de su ciudad.

## Clubes
| Club                     | País      | Año         |
| ------------------------ | --------- | ----------- |
| Lanús                    | Argentina | 1996 - 1999 |
| Los Andes                | Argentina | 1999 - 2000 |
| Racing Club              | Argentina | 2000 - 2001 |
| CD Onda                  | España    | 2001 - 2002 |
| Talleres de Córdoba      | Argentina | 2002 - 2003 |
| Los Andes                | Argentina | 2003 - 2004 |
| FC Gueugnon              | Francia   | 2004 - 2006 |
| Tiro Federal             | Argentina | 2006 - 2007 |
| Atlético Tucumán         | Argentina | 2007 - 2010 |
| Independiente José Terán | Ecuador   | 2010        |
| Sarmiento de Junin       | Argentina | 2010 - 2012 |
| Tristán Suárez           | Argentina | 2012        |

## Palmarés

### Campeonatos nacionales
| Título                  | Club             | País      | Año       |
| ----------------------- | ---------------- | --------- | --------- |
| Torneo Argentino A      | Atlético Tucumán | Argentina | 2007/08   |
| Primera B Nacional      | Atlético Tucumán | Argentina | 2008/09   |
| Primera B Metropolitana | Sarmiento        | Argentina | 2011/2012 |